# Mikołajki Pomorskie (gemeente)
De gemeente Mikołajki Pomorskie is een landgemeente in het Poolse woiwodschap Pommeren, in powiat Sztumski.
De gemeente bestaat uit 14 administratieve plaatsen solectwo: Cieszymowo, Dworek, Dąbrówka Pruska, Kołoząb, Krasna Łąka, Krastudy, Mikołajki Pomorskie, Mirowice, Nowe Minięta, Perklice, Pierzchowice, Sadłuki, Stążki, Wilczewo
De zetel van de gemeente is in Mikołajki Pomorskie.
Op 30 juni 2004 telde de gemeente 3741 inwoners.

## Oppervlakte gegevens
In 2002 bedroeg de totale oppervlakte van gemeente Mikołajki Pomorskie 91,75 km², waarvan:
- agrarisch gebied: 77%
- bossen: 13%

De gemeente beslaat 12,55% van de totale oppervlakte van de powiat.

## Demografie
Stand op 30 juni 2004:
| Omschrijving                   | Totaal | Totaal | Vrouwen | Vrouwen | Mannen | Mannen |
| ------------------------------ | ------ | ------ | ------- | ------- | ------ | ------ |
| eenheid                        | aantal | %      | aantal  | %       | aantal | %      |
| inwoners                       | 3741   | 100    | 1858    | 49,7    | 1883   | 50,3   |
| bevolkingsdichtheid (inw./km²) | 40,8   | 40,8   | 20,3    | 20,3    | 20,5   | 20,5   |

In 2002 bedroeg het gemiddelde inkomen per inwoner 1528,47 zł.

## Aangrenzende gemeenten
Dzierzgoń, Prabuty, Ryjewo, Stary Dzierzgoń, Stary Targ, Sztum